# Platydasys mastiqurus
Platydasys mastiqurus är en djurart som tillhör fylumet bukhårsdjur, och som beskrevs av Clausen 1965. Platydasys mastiqurus ingår i släktet Platydasys och familjen Thaumastodermatidae. Inga underarter finns listade i Catalogue of Life.